# Arhitekturna fakulteta v Beogradu
Arhitekturna fakulteta (izvirno srbsko Архитектонски факултет у Београду), s sedežem v Beogradu, je fakulteta, ki je članica Univerze v Beogradu.